# Административное деление Тулы

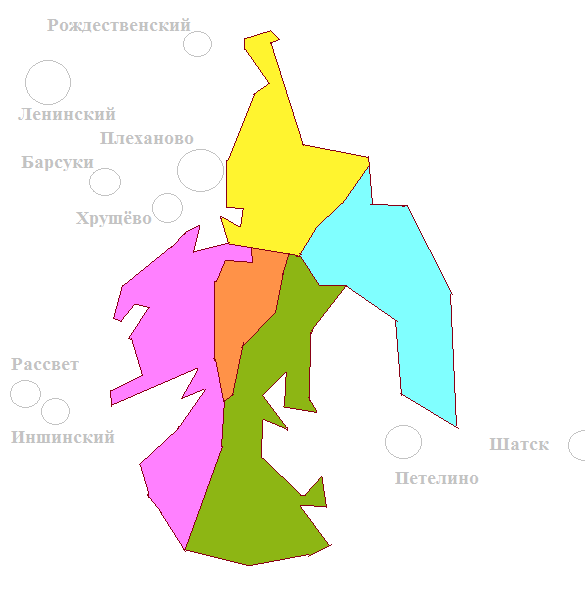
Районы города Тулы.
Зареченский район
Привокзальный район
Пролетарский район
Советский район
Центральный район

Районы города (внутренние границы в центре) и территориальные округа муниципального образования (с подчинёнными территориями упразднённого Ленинского муниципального района)

Город Тула, административный центр одноимённой области, в рамках административно-территориального устройства субъекта РФ разделён на 5 районов в городе (внутригородских районов) и является городом областного подчинения.
В рамках муниципального устройства в границах города и упразднённого Ленинского муниципального района Тульской области образовано единое муниципальное образование город Тула  со статусом городского округа, разделённого на 5 территориальных округов, соответствующих названиям районов города. Ленинский район как административно-территориальная единица области сохраняет свой статус.
Районы в городе и территориальные округа городского округа не являются муниципальными образованиями.

## Районы в городе
|   | Название         | Площадь, км² | Население, чел. | Код ОКАТО  |
| - | ---------------- | ------------ | --------------- | ---------- |
| 1 | Зареченский      | 33,49        | ↗91 801         | 70 401 364 |
| 2 | Привокзальный    | 40,05        | ↗78 348         | 70 401 368 |
| 3 | Пролетарский     | 58,1         | ↘145 329        | 70 401 373 |
| 4 | Советский        | 0,72         | ↘64 218         | 70 401 375 |
| 5 | Центральный      | 39,41        | ↗93 926         | 70 401 380 |
|   | итого город Тула |              | ↘456 813        | 70 401     |

## Микрорайоны
В городе имеется ряд исторически сформировавшихся микрорайонов, названия которых прочно закрепились в обиходе горожан: Кировский, Глушанки, Криволучье, Красный Перекоп, Горелки и другие. В конце 2004 проводился опрос по вопросу присоединения к Туле близлежащих посёлков, в 2005 году принято решение о присоединении к Туле посёлков городского типа Скуратовский, Косая Гора, Горелки и Менделеевский.

## Территориальные округа
Территориальные округа МО г. Тула включают территорию соответствующего района в городе и подчинённую ему часть территории упразднённого с 1 января 2015 года Ленинского муниципального района со всеми его сельскими населёнными пунктами, входящими в единое муниципальное образование город Тула :
- Зареченский
- Привокзальный
- Пролетарский
- Советский
- Центральный

### Подчинённые населённые пункты
Ниже представлен список сельских населённых пунктов, подчинённых Туле в рамках МО г. Тула и распределённых по территориальным округам МО г. Тула
| №   | Населённый пункт        | Тип населённого пункта | Население (чел.) | Сельский округ Ленинского района области | Муниципальное образование Ленинского муниципального района до 2015 года | Территориальный округ МО г. Тула с 2015 года |
| --- | ----------------------- | ---------------------- | ---------------- | ---------------------------------------- | ----------------------------------------------------------------------- | -------------------------------------------- |
| 1   | Акульшино               | деревня                | 8                | Октябрьский                              | Рождественское                                                          | Зареченский ТО                               |
| 2   | Архангельское           | село                   | ↗929             | Архангельский                            | Рождественское                                                          | Зареченский ТО                               |
| 3   | Барсуки                 | деревня                | →1108            | Хрущевский                               | Хрущевское                                                              | Зареченский ТО                               |
| 4   | Барсуки                 | посёлок                | ↘3064            | Барсуковский                             | рп Ленинский                                                            | Зареченский ТО                               |
| 5   | Белое Поле              | деревня                | 3                | Октябрьский                              | Рождественское                                                          | Зареченский ТО                               |
| 6   | Бушово                  | село                   | 1                | Архангельский                            | Рождественское                                                          | Зареченский ТО                               |
| 7   | Варфоломеево            | деревня                | ↗144             | Варфоломеевский                          | Обидимское                                                              | Зареченский ТО                               |
| 8   | ВНИИКОП                 | посёлок                | 636              | Октябрьский                              | Рождественское                                                          | Зареченский ТО                               |
| 9   | Волоть                  | деревня                | ↘240             | Октябрьский                              | Рождественское                                                          | Зареченский ТО                               |
| 10  | Восточный               | посёлок                | 45               | Рождественский                           | Рождественское                                                          | Зареченский ТО                               |
| 11  | Гнездино                | деревня                | 6                | Архангельский                            | Рождественское                                                          | Зареченский ТО                               |
| 12  | Гремячево               | деревня                | 10               | Варфоломеевский                          | Обидимское                                                              | Зареченский ТО                               |
| 13  | Долматовка              | деревня                | 1                | Архангельский                            | Рождественское                                                          | Зареченский ТО                               |
| 14  | Журавлевка              | деревня                | 14               | Архангельский                            | Рождественское                                                          | Зареченский ТО                               |
| 15  | Занино                  | деревня                | 0                | Варфоломеевский                          | Обидимское                                                              | Зареченский ТО                               |
| 16  | Ивановка                | деревня                | 60               | Архангельский                            | Рождественское                                                          | Зареченский ТО                               |
| 17  | Ильино                  | деревня                | 26               | Варфоломеевский                          | Обидимское                                                              | Зареченский ТО                               |
| 18  | Ионино                  | село                   | 59               | Октябрьский                              | Рождественское                                                          | Зареченский ТО                               |
| 19  | Конино                  | деревня                | 0                | Варфоломеевский                          | Обидимское                                                              | Зареченский ТО                               |
| 20  | Костино                 | деревня                | 2                | Варфоломеевский                          | Обидимское                                                              | Зареченский ТО                               |
| 21  | Кривцово                | деревня                | 25               | Варфоломеевский                          | Обидимское                                                              | Зареченский ТО                               |
| 22  | Кудрино                 | деревня                | 28               | Архангельский                            | Рождественское                                                          | Зареченский ТО                               |
| 23  | Курлутовка              | деревня                | 5                | Октябрьский                              | Рождественское                                                          | Зареченский ТО                               |
| 24  | Кутепово                | деревня                | 14               | Варфоломеевский                          | Обидимское                                                              | Зареченский ТО                               |
| 25  | Ленинский               | посёлок                | ↗7442            | Барсуковский                             | рп Ленинский                                                            | Зареченский ТО                               |
| 26  | Липки                   | деревня                | ↘91              | Октябрьский                              | Рождественское                                                          | Зареченский ТО                               |
| 27  | Луковицы                | деревня                | ↗8               | Варфоломеевский                          | Обидимское                                                              | Зареченский ТО                               |
| 28  | Малахово                | деревня                | ↘255             | Октябрьский                              | Рождественское                                                          | Зареченский ТО                               |
| 29  | Малиновка               | деревня                | 6                | Варфоломеевский                          | Обидимское                                                              | Зареченский ТО                               |
| 30  | Некрасово               | деревня                | 30               | Рождественский                           | Рождественское                                                          | Зареченский ТО                               |
| 31  | Обидимо                 | посёлок                | 2069             | Варфоломеевский                          | Обидимское                                                              | Зареченский ТО                               |
| 32  | Обидимо                 | село                   | ↗128             | Варфоломеевский                          | Обидимское                                                              | Зареченский ТО                               |
| 33  | Октябрьский             | посёлок                | ↗1285            | Октябрьский                              | Рождественское                                                          | Зареченский ТО                               |
| 34  | Первомайский            | посёлок                | 21               | Октябрьский                              | Рождественское                                                          | Зареченский ТО                               |
| 35  | Плеханово               | посёлок                | ↘8652            | Хрущевский                               | р.п. Плеханово                                                          | Зареченский ТО                               |
| 36  | Погромное               | деревня                | 32               | Октябрьский                              | Рождественское                                                          | Зареченский ТО                               |
| 37  | Поповкино               | деревня                | 19               | Варфоломеевский                          | Обидимское                                                              | Зареченский ТО                               |
| 38  | Пятницкое               | село                   | ↘24              | Варфоломеевский                          | Обидимское                                                              | Зареченский ТО                               |
| 39  | Ревякино                | посёлок                | 29               | Октябрьский                              | Рождественское                                                          | Зареченский ТО                               |
| 40  | Рождественка            | деревня                | ↘92              | Рождественский                           | Рождественское                                                          | Зареченский ТО                               |
| 41  | Рождественский          | посёлок                | ↘2012            | Рождественский                           | Рождественское                                                          | Зареченский ТО                               |
| 42  | Сальково                | деревня                | 2                | Варфоломеевский                          | Обидимское                                                              | Зареченский ТО                               |
| 43  | Самылинка               | деревня                | 0                | Октябрьский                              | Рождественское                                                          | Зареченский ТО                               |
| 44  | Севрюково               | деревня                | 28               | Октябрьский                              | Рождественское                                                          | Зареченский ТО                               |
| 45  | Семеновка               | деревня                | 45               | Рождественский                           | Рождественское                                                          | Зареченский ТО                               |
| 46  | Скобелево               | деревня                | 60               | Рождественский                           | Рождественское                                                          | Зареченский ТО                               |
| 47  | Скорнево                | деревня                | 32               | Архангельский                            | Рождественское                                                          | Зареченский ТО                               |
| 48  | Слободка                | село                   | →865             | Октябрьский                              | Рождественское                                                          | Зареченский ТО                               |
| 49  | Тесницкая               | посёлок станции        | 13               | Октябрьский                              | Рождественское                                                          | Зареченский ТО                               |
| 50  | Тесницкий               | посёлок                | 14               | Октябрьский                              | Рождественское                                                          | Зареченский ТО                               |
| 51  | Ульяновка               | деревня                | 55               | Рождественский                           | Рождественское                                                          | Зареченский ТО                               |
| 52  | Фёдоровка               | деревня                | 34               | Архангельский                            | Рождественское                                                          | Зареченский ТО                               |
| 53  | Форино                  | деревня                | 3                | Октябрьский                              | Рождественское                                                          | Зареченский ТО                               |
| 54  | Хомутовка               | деревня                | 6                | Варфоломеевский                          | Обидимское                                                              | Зареченский ТО                               |
| 55  | Хомяково                | деревня                | ↘119             | Октябрьский                              | Рождественское                                                          | Зареченский ТО                               |
| 56  | Хрущёво                 | село                   | ↗3431            | Хрущевский                               | Хрущевское                                                              | Зареченский ТО                               |
| 57  | Алексеевка              | деревня                | 74               | Фёдоровский                              | Фёдоровское                                                             | Привокзальный ТО                             |
| 58  | Алёшня                  | село                   | ↘1194            | Алёшинский                               | Фёдоровское                                                             | Привокзальный ТО                             |
| 59  | Астафьево               | деревня                | 10               | Зайцевский                               | Иншинское                                                               | Привокзальный ТО                             |
| 60  | Балакирево              | деревня                | 17               | Зайцевский                               | Иншинское                                                               | Привокзальный ТО                             |
| 61  | Барыково                | село                   | ↘122             | Фёдоровский                              | Фёдоровское                                                             | Привокзальный ТО                             |
| 62  | Батищево                | деревня                | 3                | Алёшинский                               | Фёдоровское                                                             | Привокзальный ТО                             |
| 63  | Беликово                | деревня                | 31               | Зайцевский                               | Иншинское                                                               | Привокзальный ТО                             |
| 64  | Беломутово              | деревня                | 35               | Фёдоровский                              | Фёдоровское                                                             | Привокзальный ТО                             |
| 65  | Берники                 | деревня                | ↘30              | Алёшинский                               | Фёдоровское                                                             | Привокзальный ТО                             |
| 66  | Берники                 | посёлок станции        | ↗25              | Алёшинский                               | Фёдоровское                                                             | Привокзальный ТО                             |
| 67  | Большие Кузьменки       | деревня                | 0                | Зайцевский                               | Иншинское                                                               | Привокзальный ТО                             |
| 68  | Большое Хлыново         | деревня                | 2                | Фёдоровский                              | Фёдоровское                                                             | Привокзальный ТО                             |
| 69  | Борзуново               | деревня                | 2                | Зайцевский                               | Иншинское                                                               | Привокзальный ТО                             |
| 70  | Борисово                | деревня                | 0                | Зайцевский                               | Иншинское                                                               | Привокзальный ТО                             |
| 71  | Борщевка                | село                   | ↗34              | Алёшинский                               | Фёдоровское                                                             | Привокзальный ТО                             |
| 72  | Буковолово              | деревня                | 4                | Алёшинский                               | Фёдоровское                                                             | Привокзальный ТО                             |
| 73  | Бутырки                 | деревня                | 2                | Зайцевский                               | Иншинское                                                               | Привокзальный ТО                             |
| 74  | Верхнее Елькино         | деревня                | 50               | Рассветовский                            | Иншинское                                                               | Привокзальный ТО                             |
| 75  | Верхние Брусы           | деревня                | 3                | Алёшинский                               | Фёдоровское                                                             | Привокзальный ТО                             |
| 76  | Верхняя Иншинка         | деревня                | 1                | Иншинский                                | Иншинское                                                               | Привокзальный ТО                             |
| 77  | Военный городок Берники | посёлок                | ↗108             | Алёшинский                               | Фёдоровское                                                             | Привокзальный ТО                             |
| 78  | Волково                 | деревня                | 0                | Алёшинский                               | Фёдоровское                                                             | Привокзальный ТО                             |
| 79  | Волынь                  | деревня                | 12               | Рассветовский                            | Иншинское                                                               | Привокзальный ТО                             |
| 80  | Георгиево               | посёлок                | 66               | Фёдоровский                              | Фёдоровское                                                             | Привокзальный ТО                             |
| 81  | Городенки               | деревня                | 5                | Алёшинский                               | Фёдоровское                                                             | Привокзальный ТО                             |
| 82  | Горюшино                | деревня                | 5                | Рассветовский                            | Иншинское                                                               | Привокзальный ТО                             |
| 83  | Дементеево              | деревня                | 20               | Рассветовский                            | Иншинское                                                               | Привокзальный ТО                             |
| 84  | Долгое                  | деревня                | 10               | Иншинский                                | Иншинское                                                               | Привокзальный ТО                             |
| 85  | Ефимово                 | деревня                | 11               | Алёшинский                               | Фёдоровское                                                             | Привокзальный ТО                             |
| 86  | Жировка                 | деревня                | 25               | Фёдоровский                              | Фёдоровское                                                             | Привокзальный ТО                             |
| 87  | Зайцево                 | село                   | ↗713             | Зайцевский                               | Иншинское                                                               | Привокзальный ТО                             |
| 88  | Занино                  | деревня                | 19               | Алёшинский                               | Фёдоровское                                                             | Привокзальный ТО                             |
| 89  | Иврово                  | деревня                | 12               | Фёдоровский                              | Фёдоровское                                                             | Привокзальный ТО                             |
| 90  | Интюшово                | деревня                | 16               | Фёдоровский                              | Фёдоровское                                                             | Привокзальный ТО                             |
| 91  | Иншинский               | посёлок                | ↗2146            | Иншинский                                | Иншинское                                                               | Привокзальный ТО                             |
| 92  | Кожино                  | деревня                | 3                | Зайцевский                               | Иншинское                                                               | Привокзальный ТО                             |
| 93  | Комаревка               | деревня                | 0                | Алёшинский                               | Фёдоровское                                                             | Привокзальный ТО                             |
| 94  | Комаренки               | деревня                | 6                | Зайцевский                               | Иншинское                                                               | Привокзальный ТО                             |
| 95  | Коптево                 | деревня                | ↗505             | Фёдоровский                              | Фёдоровское                                                             | Привокзальный ТО                             |
| 96  | Костомарово             | деревня                | 3                | Алёшинский                               | Фёдоровское                                                             | Привокзальный ТО                             |
| 97  | Криволапово             | деревня                | 0                | Зайцевский                               | Иншинское                                                               | Привокзальный ТО                             |
| 98  | Крюково                 | деревня                | 3                | Фёдоровский                              | Фёдоровское                                                             | Привокзальный ТО                             |
| 99  | Кураково                | деревня                | 20               | Зайцевский                               | Иншинское                                                               | Привокзальный ТО                             |
| 100 | Лесной                  | посёлок                | 12               | Зайцевский                               | Иншинское                                                               | Привокзальный ТО                             |
| 101 | Логвиново               | деревня                | 6                | Зайцевский                               | Иншинское                                                               | Привокзальный ТО                             |
| 102 | Малахово                | деревня                | 74               | Зайцевский                               | Иншинское                                                               | Привокзальный ТО                             |
| 103 | Малое Хлыново           | деревня                | 0                | Рассветовский                            | Иншинское                                                               | Привокзальный ТО                             |
| 104 | Малое Хлыново           | деревня                | 0                | Фёдоровский                              | Фёдоровское                                                             | Привокзальный ТО                             |
| 105 | Малые Кузьменки         | деревня                | 7                | Зайцевский                               | Иншинское                                                               | Привокзальный ТО                             |
| 106 | Маршалинки              | деревня                | 2                | Зайцевский                               | Иншинское                                                               | Привокзальный ТО                             |
| 107 | Маслово                 | село                   | ↗364             | Фёдоровский                              | Фёдоровское                                                             | Привокзальный ТО                             |
| 108 | Масловский водозабор    | посёлок                | 68               | Фёдоровский                              | Фёдоровское                                                             | Привокзальный ТО                             |
| 109 | Медведки                | село                   | ↘26              | Алёшинский                               | Фёдоровское                                                             | Привокзальный ТО                             |
| 110 | Мерлиновка              | деревня                | 13               | Алёшинский                               | Фёдоровское                                                             | Привокзальный ТО                             |
| 111 | Мыза                    | деревня                | 59               | Иншинский                                | Иншинское                                                               | Привокзальный ТО                             |
| 112 | Натальинка              | деревня                | 27               | Алёшинский                               | Фёдоровское                                                             | Привокзальный ТО                             |
| 113 | Непрейка                | посёлок                | 18               | Зайцевский                               | Иншинское                                                               | Привокзальный ТО                             |
| 114 | Нижнее Елькино          | деревня                | ↗90              | Рассветовский                            | Иншинское                                                               | Привокзальный ТО                             |
| 115 | Нижние Брусы            | деревня                | 6                | Алёшинский                               | Фёдоровское                                                             | Привокзальный ТО                             |
| 116 | Нижняя Китаевка         | деревня                | ↘169             | Иншинский                                | Иншинское                                                               | Привокзальный ТО                             |
| 117 | Новая Земля             | посёлок                | 0                | Фёдоровский                              | Фёдоровское                                                             | Привокзальный ТО                             |
| 118 | Новая Мыза              | посёлок                | ↗277             | Иншинский                                | Иншинское                                                               | Привокзальный ТО                             |
| 119 | Новое Спасское          | деревня                | 6                | Зайцевский                               | Иншинское                                                               | Привокзальный ТО                             |
| 120 | Новый                   | посёлок                | ↗251             | Рассветовский                            | Иншинское                                                               | Привокзальный ТО                             |
| 121 | Острики                 | деревня                | 2                | Алёшинский                               | Фёдоровское                                                             | Привокзальный ТО                             |
| 122 | Островки                | деревня                | 0                | Зайцевский                               | Иншинское                                                               | Привокзальный ТО                             |
| 123 | Пахомово                | деревня                | 0                | Зайцевский                               | Иншинское                                                               | Привокзальный ТО                             |
| 124 | Первомайский            | посёлок                | 35               | Алёшинский                               | Фёдоровское                                                             | Привокзальный ТО                             |
| 125 | Петрово                 | деревня                | 60               | Иншинский                                | Иншинское                                                               | Привокзальный ТО                             |
| 126 | Петровский              | посёлок                | ↗3006            | Иншинский                                | Иншинское                                                               | Привокзальный ТО                             |
| 127 | Площанки                | деревня                | 17               | Алёшинский                               | Фёдоровское                                                             | Привокзальный ТО                             |
| 128 | Полянское               | деревня                | 1                | Алёшинский                               | Фёдоровское                                                             | Привокзальный ТО                             |
| 129 | Помогалово              | деревня                | 31               | Фёдоровский                              | Фёдоровское                                                             | Привокзальный ТО                             |
| 130 | Прудное                 | деревня                | ↗274             | Иншинский                                | Иншинское                                                               | Привокзальный ТО                             |
| 131 | Пятницкое               | деревня                | →4               | Зайцевский                               | Иншинское                                                               | Привокзальный ТО                             |
| 132 | Раздолки                | деревня                | 5                | Рассветовский                            | Иншинское                                                               | Привокзальный ТО                             |
| 133 | Рассвет                 | посёлок                | ↘3760            | Рассветовский                            | Иншинское                                                               | Привокзальный ТО                             |
| 134 | Ратово                  | деревня                | 11               | Иншинский                                | Иншинское                                                               | Привокзальный ТО                             |
| 135 | Рвы                     | деревня                | 65               | Рассветовский                            | Иншинское                                                               | Привокзальный ТО                             |
| 136 | Рвы                     | посёлок станции        | 10               | Рассветовский                            | Иншинское                                                               | Привокзальный ТО                             |
| 137 | Рождество               | деревня                | 18               | Алёшинский                               | Фёдоровское                                                             | Привокзальный ТО                             |
| 138 | Рыдомо                  | деревня                | 11               | Алёшинский                               | Фёдоровское                                                             | Привокзальный ТО                             |
| 139 | Садки                   | деревня                | 47               | Зайцевский                               | Иншинское                                                               | Привокзальный ТО                             |
| 140 | Селиховое               | деревня                | 21               | Алёшинский                               | Фёдоровское                                                             | Привокзальный ТО                             |
| 141 | Сергеево                | деревня                | 0                | Зайцевский                               | Иншинское                                                               | Привокзальный ТО                             |
| 142 | Старое Петрищево        | деревня                | 9                | Алёшинский                               | Фёдоровское                                                             | Привокзальный ТО                             |
| 143 | Сторожевое              | деревня                | 42               | Фёдоровский                              | Фёдоровское                                                             | Привокзальный ТО                             |
| 144 | Сторожевое              | посёлок станции        | 14               | Фёдоровский                              | Фёдоровское                                                             | Привокзальный ТО                             |
| 145 | Струково                | деревня                | 14               | Рассветовский                            | Иншинское                                                               | Привокзальный ТО                             |
| 146 | Стукалово               | деревня                | 7                | Иншинский                                | Иншинское                                                               | Привокзальный ТО                             |
| 147 | Судаково                | деревня                | ↗298             | Рассветовский                            | Иншинское                                                               | Привокзальный ТО                             |
| 148 | Татьево                 | деревня                | 18               | Рассветовский                            | Иншинское                                                               | Привокзальный ТО                             |
| 149 | Темненево               | деревня                | 2                | Зайцевский                               | Иншинское                                                               | Привокзальный ТО                             |
| 150 | Труново                 | деревня                | 8                | Зайцевский                               | Иншинское                                                               | Привокзальный ТО                             |
| 151 | Труфаново               | деревня                | 3                | Зайцевский                               | Иншинское                                                               | Привокзальный ТО                             |
| 152 | Уваровка                | деревня                | 16               | Рассветовский                            | Иншинское                                                               | Привокзальный ТО                             |
| 153 | Фёдоровка               | село                   | ↘1105            | Фёдоровский                              | Фёдоровское                                                             | Привокзальный ТО                             |
| 154 | Харино                  | деревня                | ↗196             | Рассветовский                            | Иншинское                                                               | Привокзальный ТО                             |
| 155 | Хмелевое                | деревня                | 6                | Рассветовский                            | Иншинское                                                               | Привокзальный ТО                             |
| 156 | Хопилово                | деревня                | ↗91              | Рассветовский                            | Иншинское                                                               | Привокзальный ТО                             |
| 157 | Чириково                | деревня                | 3                | Зайцевский                               | Иншинское                                                               | Привокзальный ТО                             |
| 158 | Шевелевка               | деревня                | 0                | Зайцевский                               | Иншинское                                                               | Привокзальный ТО                             |
| 159 | Ширино                  | деревня                | 11               | Фёдоровский                              | Фёдоровское                                                             | Привокзальный ТО                             |
| 160 | Южный                   | посёлок                | ↘469             | Зайцевский                               | Иншинское                                                               | Привокзальный ТО                             |
| 161 | Юрьево                  | деревня                | 59               | Иншинский                                | Иншинское                                                               | Привокзальный ТО                             |
| 162 | Ямны                    | деревня                | ↘329             | Фёдоровский                              | Фёдоровское                                                             | Привокзальный ТО                             |
| 163 | Янчерево                | деревня                | 1                | Фёдоровский                              | Фёдоровское                                                             | Привокзальный ТО                             |
| 164 | Акулинино               | деревня                | 27               | Шатский                                  | Шатское                                                                 | Пролетарский ТО                              |
| 165 | Алферьево               | деревня                | 5                | Торховский                               | Медвенское                                                              | Пролетарский ТО                              |
| 166 | Бабанино                | деревня                | 0                | Торховский                               | Медвенское                                                              | Пролетарский ТО                              |
| 167 | Балабаевка              | деревня                | 59               | Бежковский                               | Шатское                                                                 | Пролетарский ТО                              |
| 168 | Барыбинка               | деревня                | 27               | Медвенский                               | Медвенское                                                              | Пролетарский ТО                              |
| 169 | Бежка                   | деревня                | 79               | Бежковский                               | Шатское                                                                 | Пролетарский ТО                              |
| 170 | Верхние Присады         | село                   | 49               | Бежковский                               | Шатское                                                                 | Пролетарский ТО                              |
| 171 | Водный                  | посёлок                | 59               | Медвенский                               | Медвенское                                                              | Пролетарский ТО                              |
| 172 | Волынцево               | село                   | 15               | Торховский                               | Медвенское                                                              | Пролетарский ТО                              |
| 173 | Волынцевский            | посёлок                | 33               | Торховский                               | Медвенское                                                              | Пролетарский ТО                              |
| 174 | Высокое                 | село                   | ↘128             | Бежковский                               | Шатское                                                                 | Пролетарский ТО                              |
| 175 | Георгиевское            | деревня                | 80               | Бежковский                               | Шатское                                                                 | Пролетарский ТО                              |
| 176 | Глухие Поляны           | село                   | ↗185             | Бежковский                               | Шатское                                                                 | Пролетарский ТО                              |
| 177 | Городище                | деревня                | 8                | Медвенский                               | Медвенское                                                              | Пролетарский ТО                              |
| 178 | Демидовка               | деревня                | ↘98              | Бежковский                               | Шатское                                                                 | Пролетарский ТО                              |
| 179 | Дорофеево               | село                   | 14               | Торховский                               | Медвенское                                                              | Пролетарский ТО                              |
| 180 | Журавка                 | деревня                | 0                | Торховский                               | Медвенское                                                              | Пролетарский ТО                              |
| 181 | Казачий Хутор           | деревня                | 51               | Бежковский                               | Шатское                                                                 | Пролетарский ТО                              |
| 182 | Кишкино                 | деревня                | 4                | Медвенский                               | Медвенское                                                              | Пролетарский ТО                              |
| 183 | Колодезное              | деревня                | 7                | Торховский                               | Медвенское                                                              | Пролетарский ТО                              |
| 184 | Красный Хутор           | деревня                | 1                | Бежковский                               | Шатское                                                                 | Пролетарский ТО                              |
| 185 | Крутое                  | деревня                | 11               | Бежковский                               | Шатское                                                                 | Пролетарский ТО                              |
| 186 | Крюково                 | деревня                | 16               | Торховский                               | Медвенское                                                              | Пролетарский ТО                              |
| 187 | Марьино                 | деревня                | ↗140             | Бежковский                               | Шатское                                                                 | Пролетарский ТО                              |
| 188 | Медвенка                | деревня                | ↗177             | Медвенский                               | Медвенское                                                              | Пролетарский ТО                              |
| 189 | Молодёжный              | посёлок                | ↘1289            | Медвенский                               | Медвенское                                                              | Пролетарский ТО                              |
| 190 | Морозовка               | деревня                | ↗208             | Бежковский                               | Шатское                                                                 | Пролетарский ТО                              |
| 191 | Мыза                    | деревня                | ↘113             | Медвенский                               | Медвенское                                                              | Пролетарский ТО                              |
| 192 | Новая Знаменка          | деревня                | 48               | Торховский                               | Медвенское                                                              | Пролетарский ТО                              |
| 193 | Новоселки               | деревня                | 54               | Бежковский                               | Шатское                                                                 | Пролетарский ТО                              |
| 194 | Оленино                 | деревня                | 36               | Бежковский                               | Шатское                                                                 | Пролетарский ТО                              |
| 195 | Перевал                 | посёлок                | 0                | Бежковский                               | Шатское                                                                 | Пролетарский ТО                              |
| 196 | Пещерово                | деревня                | ↗102             | Бежковский                               | Шатское                                                                 | Пролетарский ТО                              |
| 197 | Придорожный             | посёлок                | 20               | Медвенский                               | Медвенское                                                              | Пролетарский ТО                              |
| 198 | Присады                 | посёлок                | 37               | Бежковский                               | Шатское                                                                 | Пролетарский ТО                              |
| 199 | Руднево                 | село                   | 14               | Медвенский                               | Медвенское                                                              | Пролетарский ТО                              |
| 200 | Сежа                    | посёлок                | 20               | Бежковский                               | Шатское                                                                 | Пролетарский ТО                              |
| 201 | Сеженские Выселки       | деревня                | ↘86              | Бежковский                               | Шатское                                                                 | Пролетарский ТО                              |
| 202 | Сигитово                | деревня                | 4                | Бежковский                               | Шатское                                                                 | Пролетарский ТО                              |
| 203 | Сине-Тулица             | деревня                | 10               | Медвенский                               | Медвенское                                                              | Пролетарский ТО                              |
| 204 | Страхово                | деревня                | 7                | Медвенский                               | Медвенское                                                              | Пролетарский ТО                              |
| 205 | Тёплое                  | деревня                | 29               | Торховский                               | Медвенское                                                              | Пролетарский ТО                              |
| 206 | Тёплое                  | село                   | ↗117             | Шатский                                  | Шатское                                                                 | Пролетарский ТО                              |
| 207 | Торхово                 | посёлок                | ↘814             | Торховский                               | Медвенское                                                              | Пролетарский ТО                              |
| 208 | Торхово                 | село                   | ↗74              | Торховский                               | Медвенское                                                              | Пролетарский ТО                              |
| 209 | Частинские Выселки      | деревня                | 19               | Бежковский                               | Шатское                                                                 | Пролетарский ТО                              |
| 210 | Частое                  | село                   | ↗260             | Бежковский                               | Шатское                                                                 | Пролетарский ТО                              |
| 211 | Шатск                   | посёлок                | ↘2702            | Шатский                                  | Шатское                                                                 | Пролетарский ТО                              |
| 212 | Щепилово                | село                   | 83               | Медвенский                               | Медвенское                                                              | Пролетарский ТО                              |
| 213 | Барыково                | деревня                | 27               | Прилепский                               | Ильинское                                                               | Центральный ТО                               |
| 214 | Березовка               | деревня                | 3                | Прилепский                               | Ильинское                                                               | Центральный ТО                               |
| 215 | Большая Еловая          | деревня                | ↘200             | Ильинский                                | Ильинское                                                               | Центральный ТО                               |
| 216 | Большая Стрекаловка     | деревня                | 12               | Прилепский                               | Ильинское                                                               | Центральный ТО                               |
| 217 | Варваровка              | деревня                | ↘101             | Ильинский                                | Ильинское                                                               | Центральный ТО                               |
| 218 | Вечерняя Заря           | деревня                | 31               | Ильинский                                | Ильинское                                                               | Центральный ТО                               |
| 219 | Гостеевка               | деревня                | ↗139             | Ильинский                                | Ильинское                                                               | Центральный ТО                               |
| 220 | Зимаровка               | деревня                | 28               | Ильинский                                | Ильинское                                                               | Центральный ТО                               |
| 221 | Ильинка                 | посёлок                | ↘1449            | Ильинский                                | Ильинское                                                               | Центральный ТО                               |
| 222 | Квартал 147 км          | посёлок                | 1                | Прилепский                               | Ильинское                                                               | Центральный ТО                               |
| 223 | Кишкино                 | деревня                | ↘98              | Прилепский                               | Ильинское                                                               | Центральный ТО                               |
| 224 | Крутое                  | деревня                | ↘300             | Ильинский                                | Ильинское                                                               | Центральный ТО                               |
| 225 | Крюковка                | деревня                | 43               | Прилепский                               | Ильинское                                                               | Центральный ТО                               |
| 226 | Ливенское               | деревня                | 33               | Прилепский                               | Ильинское                                                               | Центральный ТО                               |
| 227 | Лобынское               | деревня                | 20               | Прилепский                               | Ильинское                                                               | Центральный ТО                               |
| 228 | Лутовиново              | деревня                | ↘190             | Прилепский                               | Ильинское                                                               | Центральный ТО                               |
| 229 | Малая Еловая            | деревня                | 36               | Ильинский                                | Ильинское                                                               | Центральный ТО                               |
| 230 | Малая Стрекаловка       | деревня                | 0                | Прилепский                               | Ильинское                                                               | Центральный ТО                               |
| 231 | Малевка                 | деревня                | ↘208             | Ильинский                                | Ильинское                                                               | Центральный ТО                               |
| 232 | Нижние Присады          | деревня                | ↘281             | Ильинский                                | Ильинское                                                               | Центральный ТО                               |
| 233 | Никитино                | деревня                | 73               | Ильинский                                | Ильинское                                                               | Центральный ТО                               |
| 234 | Осиновая Гора           | село                   | ↗4025            | Ильинский                                | Ильинское                                                               | Центральный ТО                               |
| 235 | Петелино                | деревня                | ↘219             | Ильинский                                | Ильинское                                                               | Центральный ТО                               |
| 236 | Петелино                | посёлок                | ↗2461            | Ильинский                                | Ильинское                                                               | Центральный ТО                               |
| 237 | Пиваловка               | деревня                | 33               | Прилепский                               | Ильинское                                                               | Центральный ТО                               |
| 238 | Плужниково              | деревня                | 2                | Прилепский                               | Ильинское                                                               | Центральный ТО                               |
| 239 | Прилепские Выселки      | деревня                | 11               | Прилепский                               | Ильинское                                                               | Центральный ТО                               |
| 240 | Прилепы                 | деревня                | ↘48              | Прилепский                               | Ильинское                                                               | Центральный ТО                               |
| 241 | Прилепы                 | посёлок                | ↘629             | Прилепский                               | Ильинское                                                               | Центральный ТО                               |
| 242 | Сергиевский             | посёлок                | ↘500             | Прилепский                               | Ильинское                                                               | Центральный ТО                               |
| 243 | Старое Басово           | деревня                | ↗540             | Ильинский                                | Ильинское                                                               | Центральный ТО                               |
| 244 | Тихвинка                | деревня                | ↘193             | Ильинский                                | Ильинское                                                               | Центральный ТО                               |
| 245 | Фалдино                 | село                   | 77               | Прилепский                               | Ильинское                                                               | Центральный ТО                               |
| 246 | Фроловка                | деревня                | 4                | Прилепский                               | Ильинское                                                               | Центральный ТО                               |

## История
27 марта 1929 года Решением Тульского Совета народных депутатов, Тула была разделена на три района: Центральный, Зареченский и Чулковский. В 1936 году Чулковский район был переименован в Пролетарский и создан новый район, Привокзальный. 12 августа 1958 года Зареченский, Ново-Тульский, Привокзальный, Пролетарский и Центральный районы были упразднены. В 1977 году за счёт территории Привокзального района был образован Советский район.